# Pavel Cmíral

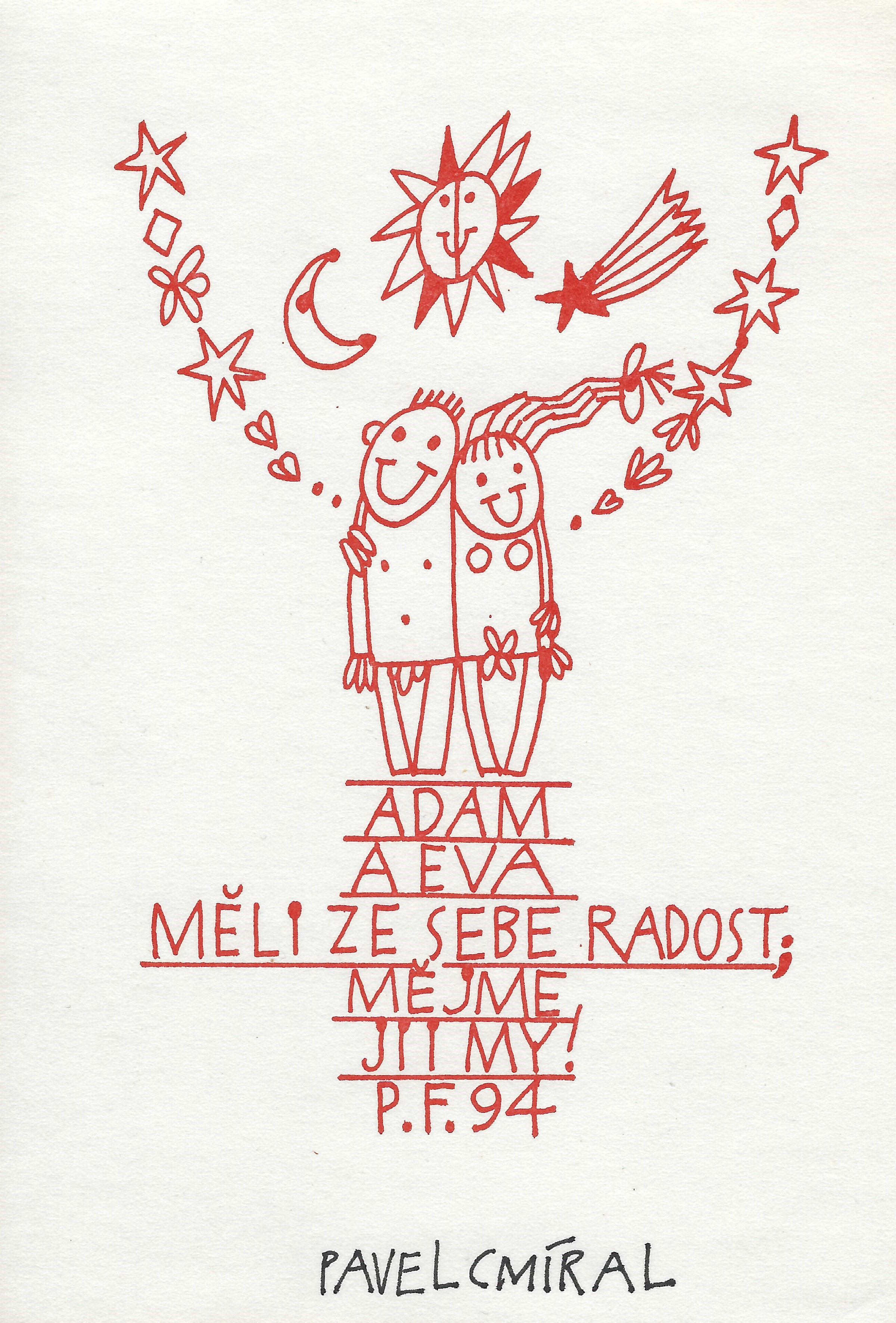
PF 1994

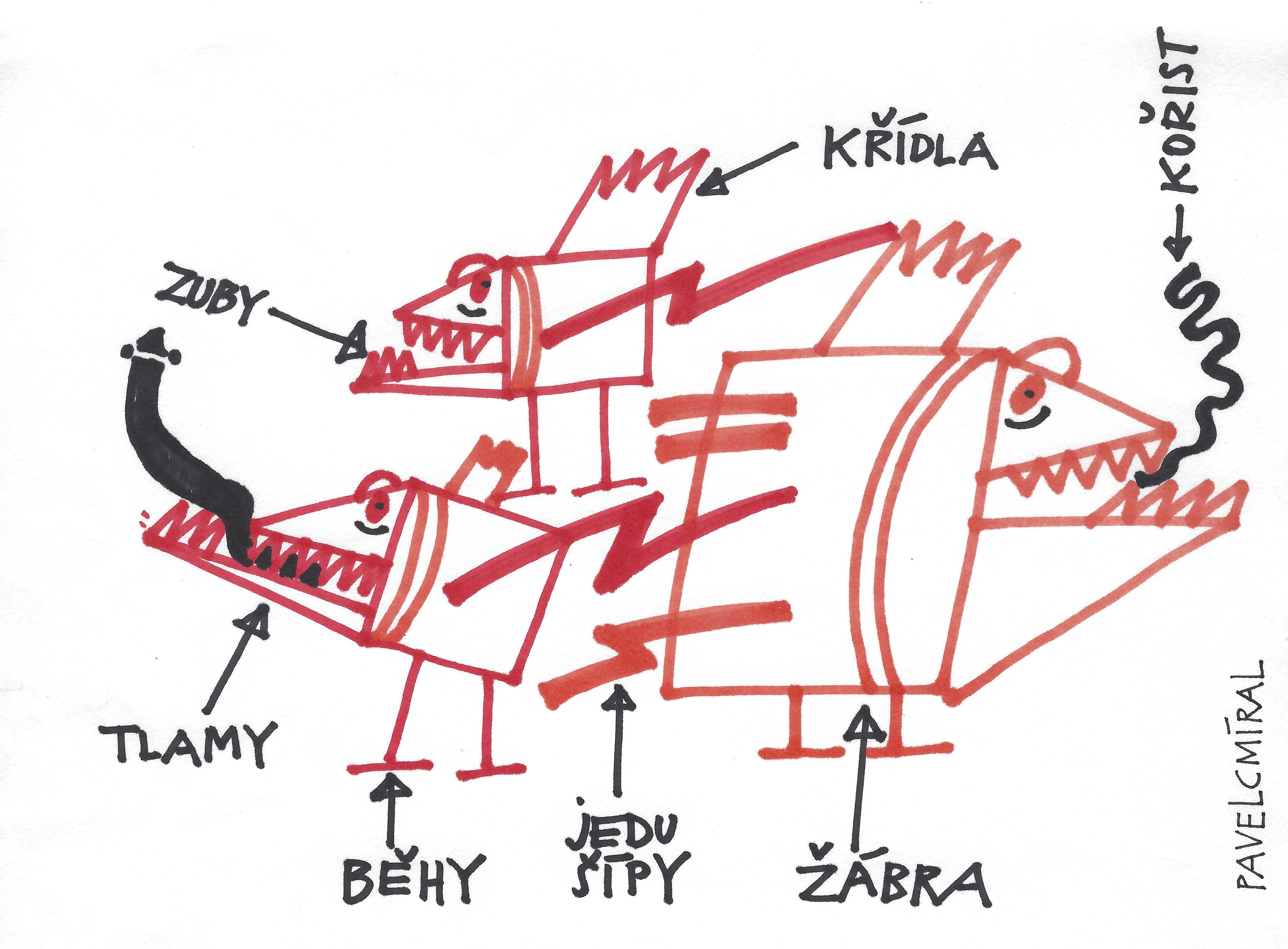
Zubajdi

Pavel Cmíral (* 27. prosince 1945, Přerov) je český textař, básník, dramatik a scenárista, člen OSA, evidovaný jako textař 1. 4. 1970. Je zastupován agenturou DILIA.

## Životopis
Mládí prožil v Uherském Brodě, kulturně vyspělém městě, a díky otci Vladimírovi, který byl hlavou i duší amatérského marionetového divadla a miloval Jaroslava Ježka a Jiřího Suchého, se s hudbou a divadlem rád a rychle sžil. Profesionální dráhu zahájil počátkem 70. let v Brně spoluprací s Československým rozhlasem a televizí jako literární autor hudebních pořadů. Zároveň začal psát písňové texty pro široký okruh interpretů rozhlasového orchestru Studio Brno, orchestru Gustava Broma, i pro brněnské hudební skupiny a začínající zpěváky, Marthu a Tenu Elefteriadu, Boba Frídla, rockovou skupinu The Speakers ad.
Po přesídlení do Prahy (léto 1976) se stal kmenovým autorem dětských rozhlasových a televizních pořadů. Pro rozhlas napsal řadu sobotních her pro mládež a pro populární Domino mnohadílné seriály Družina praotce Čecha a M+M, v tvůrčím týmu televizního Studia kamarád úzce spolupracoval se Štěpánkou Haničincovou. Stál také u zrodu populárních Zpívánek, věnoval se tvorbě Večerníčků (Škola na muří noze, My tři braši od muziky, Povídání o mamince a tatínkovi, spoluautor scénáře Chaloupka na vršku 1). Navázal spolupráci i s redakcí zábavných pořadů, byl kupř. jedním ze stálých autorů úspěšné soutěžní série O poklad Anežky české nebo Videostopu. Rozhlasové hry pro dospělé psal pro slovenský rozhlas, zastoupený studiem v Banské Bystrici a dramaturgem Štefanem Šmihlou. K uznávaným patřily tituly Capocomico, Ivan Gorič: Malá noční hudba, Bludiště, Němá s Marianem Labudou a Bárou Štěpánovou, z premiér českých připomeňme monodrama Adam a Eva, interpretované skvělou Jaroslavou Adamovou, a inspirované láskou autorových rodičů, za války totálně nasazených v Glasshütte.
Vedle soustavného psaní písňových textů a televizních pořadů se v 80. letech orientoval na tvorbu pro špičková profesionální loutková divadla s vynikajícími dramaturgy a režiséry. Jmenujme Drak Hradec Králové s tvůrci Josefem Kroftou a Milanem Klímou, Naivní divadlo Liberec s dramaturgyní Ivou Peřinovou, Divadlo Spejbla a Hurvínka s Milošem Kirschnerem, Vlastou Polednovou a Helenou Štáchovou, psal i pro Ústřední loutkové divadlo v Praze, Divadlo Radost Brno s dramaturgyní Evou Janěkovou, pro Divadlo rozmanitostí Most, i kladenské Divadlo Lampion.
Léta 90. nabídla textaři sólové dráhy Petra Kotvalda nelehký, ale lákavý obor, psaní českých verzí písní pro dabing zahraničních filmů. Dlouholetá textařská praxe (jeho texty zpívali mj. Petr Novák, Eva Pilarová, Karya, Heidi, i šansonově orientovaní interpreti Hana Hegerová, Věra Wajsarová, Bára Štěpánová, Igor Šebo, Hana Křížková, Hana Seidlová, Renata Drösslerová ad.) našla v dabingu široké uplatnění. V „dabingové filmografii“ najdeme tituly světově úspěšných animovaných filmů a seriálů, ponejvíce z dílny The Walt Disney Studios. V roce 2018 se tak poprvé s českými písňovými texty (nikoli jen s titulky) rozezpívala i ikonická Mary Poppins. Texty i práce tvůrčího týmu dabingu studia Virtual byly oceněny Cenou Františka Filipovského. Záhy se pak s Mary Poppins vrací v Mary Poppins Returns.

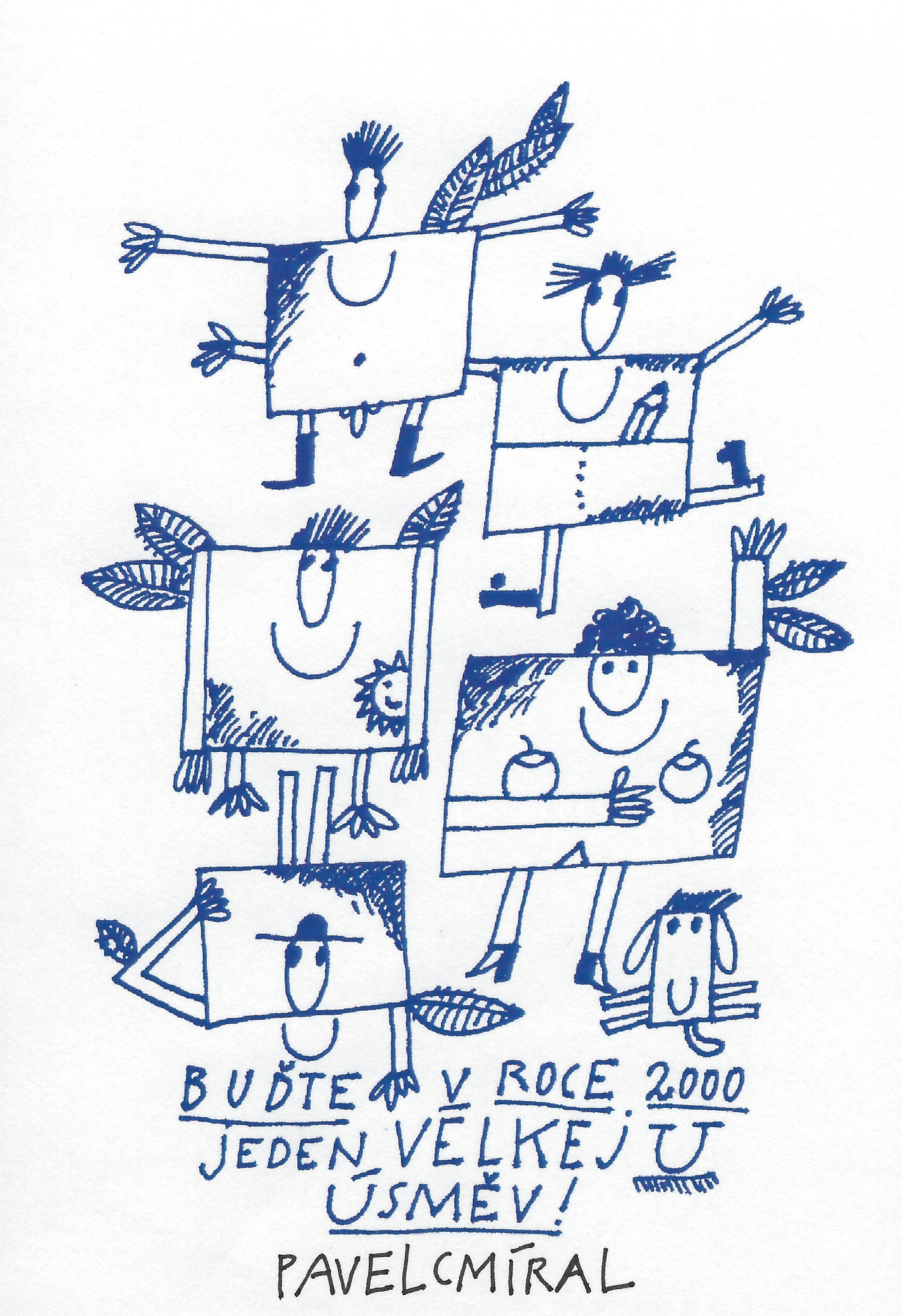
PF 2000

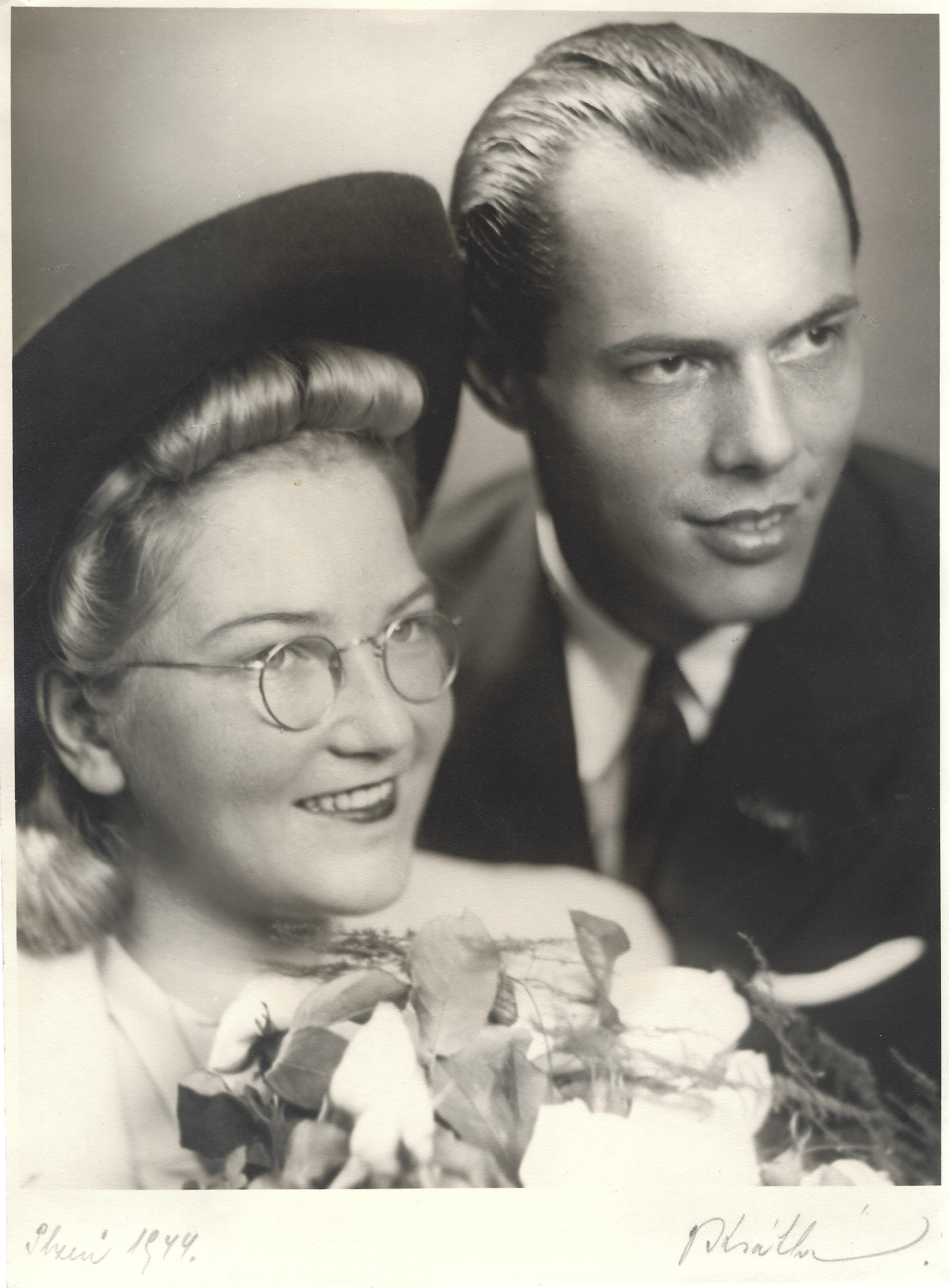
Věra Krausová ∞ Vladimír Cmíral (1944)

Ve stopách otce dramatika se vydala i jeho dcera Michaela Stejskalová-Jandlová, loutkoherečka, jedna z předních dlouholetých členek Divadla Spejbla a Hurvínka. Psaní a textařskému řemeslu se věnuje vnučka Tereza Stejskalová, studující teorii divadla na pražské DAMU - k textování jí přivedla hudba, hraje výborně na housle a piano. Z jejího bratra, grafika Tomáše Stejskala, vyrostl skvělý kytarista.
Neopomeňme také autorovu vášeň k historii a architektuře, vedle řady přednášek a článků se aktivně zasazoval o zachování historického genia loci Prahy. Volný čas věnoval také výtvarnému umění, a to pasivně a jako zručný kreslíř i aktivně. Dokumentuje to dlouhá řada kreslených novoročenek pro kolegy zpěváky, ilustroval i svou knihu Zlatý Roman.
V roce 2024 byl spolu s deseti autory oceněn za celoživotní přínos české hudbě. Ocenění uděloval spolek OSA, z.s. v rámci 105 let od svého založení.  

## Dílo

### Písňové texty / výběr
Textař Pavel Cmíral měl štěstí na skladatele, kteří dovedou napsat silné, nápadité a posluchači ceněné melodie. Byli jimi především Jindřich Brabec, Milan Dvořák, Jindřich Parma, Petr Novák, Daniel Dobiáš, Ivo Pavlík, Jiří Toufar, Oldřich Wajsar, z mladších spolupracovníků Martin Blažek. Textařská tvorba obnáší v souhrnu ke dvěma tisícům textů. Připomeňme nejúspěšnější:
- Petr Kotvald / bilanční trojalbum EXXXclusive, Supraphon 2016 s písněmi z let 1987–2016 připomíná 51 písní dvojice J. Parma / P.Cmíral, další texty pak přineslo úspěšné album zahraničních autorů Pan zpěvák, Bon Art Music 1997 ad. Za všechny písně jmenujme hity Je v tahu, Milujem se čím dál víc, Vánoce hrajou glórijá, Tyrkys v očích mám, Mumuland, Už po nás lásko má jdou, Dál sníh padá…
- Petr Novák / album Ahoj, tvůj Petr, Supraphon 1983, mezi osmi texty vyniká jedna z nejpůsobivějších českých písní Přátelství na n-tou.
- Eva Pilarová / vrcholem spolupráce je album Swing 2000, Tommü Records 1999, s novými swingovými písněmi skladatelů Milana Dvořáka a Jiřího Janaty.
- Karya / projekt J. Parmy a J. Feriové, album Karya, Monitor Records 1993, album Spoutaná, Areca Multimedia 2005, obě alba s texty P. Cmírala
- Hana Hegerová / Krásně sis to vymyslel (hudba Daniel Dobiáš), Čímž chci říct, Kinematograf.
- Heidi Janků / výrazná spolupráce na albech Zlatej důl jsem přece já, Popron music 2002, (mj. disco Kankán J. Parmy) a Buď a nebo, Ivox 2004, s Parmovou písničkou How Do You Do dobrej den, a několika texty s muzikálovým nádechem.

- Šansonově laděné písně / Igor Šebo, producent P. Cmíral, debut Igor Šebo, Supraphon 1993, album Vánoční čas, Crazy Point Records 1995, album Tmavomodrá nostalgie, AXEL Schindler 1999. Pro I. Šeba komponovali mj. výše zmínění Jindřich Brabec a Jiří Toufar. Věra Wajsarová s kytarou, dávající přednost textům básníků, představuje na soukromém albu „z kozí farmy“ písně s hudbou Oldřicha Wajsara Růžový mlok, Neplač už slzičko lesklá, Řetízkáč, a niternou V tvém saku spím, lásko moje (hudba Zdeněk Nedvěd). Bára Štěpánová natočila po svou Seznamku na Primě řadu nekonvenčních textů, zhudebněných Milanem Potočkem. Svým životem z nich žije Golfhymna nebo poetická písnička Na bílém koni.

- Filmové písně / Markéta Irglová Píseň o moři, Monika Absolonová Najednou (Ledové království 1), Karel Gott Jsi v srdci mém (Tarzan), Lucie Vondráčková Kdy vzlétnu já (Rebelka), Helena Vondráčková Matce své věř (Na vlásku), Leona Machálková Tak měj mě rád (Evita) ad.

### Prvé uvedení her pro loutková divadla

#### Divadlo Spejbla a Hurvínka
- Jak si Hurvínek Máničku našel, 1990
- Capocomico, 1990
- Hurvínkova kouzelná flétna, 1999
- Hurvínkovy dobrodružné výlety do minulosti (s Helenou Štáchovou; 7 CD, Hurvínek s Máničkou se v odlehčených dramatických příbězích setkávají s Přemyslovci, Lucemburky, husitským králem, Rudolfem II., Marií Terezií, Mozartem a Babičkou Boženy Němcové, DVD Hurvínkova kouzelná flétna, Supraphon 2011)

#### Drak Hradec Králové
- Neuvěřitelné dobrodružství, 1985
- Mlýnek z Kalevaly (spoluautoři Miloslav Klíma, Josef Krofta),1986
- Dobrýtro, dědečku, 1988
- Chytíme hrom do čepice,1988

#### Naivní divadlo Liberec
- Vstupte (hra o dětství J. Prevérta), 1990
- Kocour v botách, 1994
- O princi Malíčkovi, 1997

#### Divadlo rozmanitostí Most
- Pohádka z keramické pece, 2000
- Pohádka o Popelce, 2002
- Dva oříšky pro Popelku (spoluautor Pavel Polák), 2011

#### Ústřední loutkové divadlo
- Bratři (spoluautor Petr Fiala), 1985
- Vrabčáci (na motivy Jordana Radičkova), 1986
- Koníček hrbáček (Jozef Mokoš, překlad a texty písní P. Cmíral),1987
- Pošťácká pohádka (K. Čapek, na motivy, spoluautor Miloslav Klíma), 1988

#### Loutkové divadlo Radost Brno
- Ostrov pokladů (R.Stevenson, dramatizace), 1990
- Pošťácká pohádka, 1993

### Činohra a muzikál
- Ekvipáž, monodrama, interpretka Soňa Dvořáková, režie Evald Schorm
- Capocomico, monodrama, první uvedení DS+H, režie Josef Krofta
- Ostrov pokladů (jako činohra uváděná v Národním divadle Brno, v úpravě Zoji Mikotové, na repertoáru 2013 – 2020)
- Týden v tichém domě (libreto a texty písní, spoluautor Antonín Matějka, hudba Jindřich Brabec),1987 Východočeské divadlo Pardubice
- Carmen (texty písní, hudba Ondřej Brousek, libreto Klára Špičková, Juraj Deák), 2003 Divadlo Na Fidlovačce Praha
- Kabaret (texty písní, Kander-Ebb), 2001 Divadlo Na Fidlovačce Praha
- Tarzan (texty písní, Phil Collins), 2019 Divadlo Hybernia Praha
- Edith a Marléne (texty šansonů Pavel Cmíral, Jiří Dědeček, Petr Kopta, Pavel Kopta; Městské divadlo v Mostě, 1996, Divadlo pod Palmovkou, 1999 – v roce 2020 se tato inscenace stále hraje)
- Hedvábná kulička (scénické čtení, E. Vášáryová & J.Vinklář, 100. výročí Jurkovičova domu Luhačovice), 2002
- Divadelní deník Zikmunda Jankeho (scénické čtení o zakladateli luhačovického lázeňského divadla, hlavní role: David Prachař)
- Popelka aneb Jak tambor ke štěstí přišel (libreto a texty písní, hudba starofrancouzské písně, spolupráce na libretu Robert Bellan, muzikál psaný pro DSP Comenius Uherský Brod), 2009
- Mašinka Tomáš (muzikál, texty písní), 2016, soukromá produkce

### Filmy dabing, texty písní, výběr titulů z let 1998–2020
Lví král 2: Simbův příběh (1998), Tarzan (1999), Tygrův příběh (2000), Pinocchio (2000), Malá mořská víla 2: Návrat do moře (2000), Prasátko a jeho velký příběh (2003), Bambi (2004), Slonisko a medvídek Pú (2005), Na vlásku (2010), Mupeti (2011), Rebelka (2012), Doba ledová 4: Země v pohybu (2012), Hobit: Neočekávaná cesta (2012), Ledové království (2013), Pošťák Pat (2014), Píseň moře(2015), Trollové (2016), Kniha džunglí (2016), Trollové: Hrátky se svátky (2017), My Little Pony (2017), Mary Poppins (2017 – Cena Fr. Filipovského za texty písní 2018), Ledové království: Vánoce s Olafem (2017), Yeti: Ledové dobrodružství (2018), Mary Poppins se vrací (2018), Králiček Petr (2018), Uglydolls (2019), Princ Krasoň (2019), Lví král (2019), Ledové království II (2019), Aladdin (2019), Trollové: Světové turné (2020), Pan Jangle a vánoční dobrodružství (2020), Šoumen krokodýl (2022), Pinocchio (2022), Blue's Big City Adventure (2022)

### Animované a hrané seriály dabing, texty písní, výběr (1998–2020)
Jake a piráti ze Země Nezemě (2011–13), Sofie První (2013–14), 7T (2015–16), Elena z Avaloru (2016–18), Bizaardvark (2016–18), Blaze and The monster Machines (2016–20), Mickey and the Roadster Racers (2016–19), Lví hlídka 1,2 (2016, 2020), Milo a Murphyho zákon (2017), Puppy Dog Pals (2017–18), Kouzelná Beruška a Černý kocour 2,3 (2018–19), Hotel Transylvania (2018), Rapunzels Tangled Adventure (2018–20), Greenovi ve velkoměstě (2019), Coop a Cami se ptají světa (2019), Rodinka Pyšných: Hlučnější a pyšnější (2022), Ridley Jonesová: Strážkyně muzea (2023), PJ Masks: Power Heroes (2023), Minnie's Bow-Toons Party Palace Pals (2023), Plamínek a čtyřkoláci (2023), Kiff (2023), Hádanky s Blue (2023)

### Knihy
- Zlatý Roman (text a ilustrace; Roman Šebrle hrdinou básniček pro malé čtenáře, spoluautoři Karel Tejkal, Miroslav Barabáš, fotografie Pavel Lebeda, nakl. pavelcmiral&tomášstejskal, 2005)
- Cajdák, fígl, prskolet (s A. Matějkou, Egmont ČR, 2004)
- Říkanky a ukolébavky Medvídka Pú (přebásnění originálu Disney Enterprises, Inc., Egmont ČR, 2007)
- Příběhy ze Človíčkova (nakl. Tvarohová–Kolář, 2005)
- Pohádky z vánočního stromku (+ CD s Jiřinou Bohdalovou a Josefem Dvořákem, Egmont ČR 2004, Supraphon 2004)
- Milujem se čím dál víc (poezie pro teenagery + CD Ty jsi můj strašnej zloděj času, Michaela Maurerová, Martha Issová, Jakub Prachař, Vojtěch Dyk, NightWork; nominace na cenu Albatrosu Praha 2007, Bon Art Music 2008)
- Chaloupka na vršku (Edice Večerníček, spoluautor scénářů Šárky Váchové, Edice ČT 2009)
- Povídání o mamince a tatínkovi (kniha podle vlastního scénáře Večerníčku, Edice ČT, 2017)
- Unisex (poezie pro dospělé, nakl. Jiří Tomáš–Akropolis, 2010)
- Unisex New Look (nakl. Jiří Tomáš Akropolis, 2016)
- Živé stříbro (úprava a překlad vzpomínek Juraje Jakubiska, XYZ 2013)
- Symetrie života (úprava a překlad vzpomínek Viery Groznerové, Mladá fronta 2009)

#### Animované filmové pohádky, převyprávěné v 16 knihách
- Alenka v říši divů, Popelka, Lví král, Bambi, 101 dalmatinů, Kniha džunglí, Tarzan, Pinocchio, Aladin, Petr Pan, Ariel malá mořská víla, Dumbo, Sněhurka a sedm trpaslíků, Lady a tramp, Šípková Růženka, Aristokočky (Disney Enterprises, Inc., Egmont ČR, 2005–2007)

#### Pokladnice pohádek
- Ledové království – Dumbo – Pinocchio
- Na vlásku – Malá mořská víla Ariel – Popelka
- Aladin – Auta 1 – Petr Pan
- Lví král - Kniha džunglí - 101 dalmatinů

#### Texty divadelních her vydaných DILIA
- Ekvipáž, monodrama
- Capocomico, monodrama
- Dobrýtro, dědečku
- Pošťácká pohádka
- Vstupte!
- Chytíme hrom do čepice